# Llista de medallistes olímpics de rugbi
Aquesta és una llista dels medallistes olímpics de rugbi a 7:

## Medallistes

### Programa actual

#### Categoria femenina
| Edició      | Or | Plata | Bronze |
| 2016 Rio    | AustràliaNicole Beck · Charlotte Caslick · Emilee Cherry · Chloe Dalton · Gemma Etheridge · Ellia Green · Shannon Parry · Evania Pelite · Alicia Quirk · Emma Tonegato · Amy Turner · Sharni Williams                     | Nova ZelandaShakira Baker · Kelly Brazier · Gayle Broughton · Theresa Fitzpatrick · Sarah Goss · Huriana Manuel · Kayla McAlister · Tyla Nathan-Wong · Terina Te Tamaki · Ruby Tui · Niall Williams · Portia Woodman                                          | CanadàBrittany Benn · Hannah Darling · Bianca Farella · Jen Kish · Ghislaine Landry · Megan Lukan · Kayla Moleschi · Karen Paquin · Kelly Russell · Ashley Steacy · Natasha Watcham-Roy · Charity Williams          |
| Tòquio 2020 | Nova ZelandaMichaela Blyde · Kelly Brazier · Gayle Broughton · Theresa Fitzpatrick · Stacey Fluhler · Sarah Hirini · Shiray Kaka · Tyla Nathan-Wong · Risi Pouri-Lane · Alena Saili · Ruby Tui · Portia Woodman           | FrançaCoralie Bertrand · Anne-Cécile Ciofani · Caroline Drouin · Camille Grassineau · Lina Guérin · Fanny Horta · Shannon Izar · Chloé Jacquet · Carla Neisen · Séraphine Okemba · Chloé Pelle · Jade Ulutule                                                 | FijiLavena Cavuru · Raijieli Daveua · Sesenieli Donu · Laisana Likuceva · Rusila Nagasau · Ana Naimasi · Alowesi Nakoci · Roela Radiniyavuni · Viniana Riwai · Tokasa Seniyasi · Vasiti Solikoviti · Reapi Ulunisau |
| París 2024  | Nova ZelandaMichaela Blyde · Jazmin Felix-Hotham · Sarah Hirini · Tyla King · Jorja Miller · Manaia Nuku · Mahina Paul · Risaleeana Pouri-Lane · Alena Saili · Theresa Setefano · Stacey Waaka · Portia Woodman-Wickliffe | CanadàCaroline Crossley · Olivia Apps · Alysha Corrigan · Asia Hogan-Rochester · Chloe Daniels · Charity Williams · Florence Symonds · Carissa Norsten · Krissy Scurfield · Fancy Bermudez · Piper Logan · Keyara Wardley · Taylor Perry · Shalaya Valenzuela | Estats UnitsAlev Kelter · Lauren Doyle · Kayla Canett · Kristi Kirshe · Ilona Maher · Ariana Ramsey · Naya Tapper · Alena Olsen · Alex Sedrick · Sammy Sullivan · Sarah Levy · Stephanie Rovetti                    |

### Programa eliminat
Medallistes de rugbi a 15:
| Edició        | Or | Plata | Bronze |
| 1900 París    | FrançaAlexandre Pharamond · Frantz Reichel · Jean Collas · Constantin Henriquez · Auguste Giroux · André Rischmann · Léon Binoche · Charles Gondouin · Albert Roosevelt · Hubert Lefèbvre · Emile Sarrade · Wladimir Aïtoff · Joseph Olivier · Jean-Guy Gauthier · A. Albert · Victor Larchandet · J. Hervé | AlemanyaHermann Kreuzer · Arnold Landvoigt · Heinrich Reitz · Jacob Herrmann · Erich Ludwig · Hugo Betting · August Schmierer · Fritz Muller · Adolf Stockhausen · Hans Latscha · Willy Hofmeister · Georg Wenderoth · Eduard Poppe · Richard Ludwig · Albert Amrhein                                                                                | No es concedí |
| 1900 París    | FrançaAlexandre Pharamond · Frantz Reichel · Jean Collas · Constantin Henriquez · Auguste Giroux · André Rischmann · Léon Binoche · Charles Gondouin · Albert Roosevelt · Hubert Lefèbvre · Emile Sarrade · Wladimir Aïtoff · Joseph Olivier · Jean-Guy Gauthier · A. Albert · Victor Larchandet · J. Hervé | Regne UnitF. C. Bayliss · J. Henry Birtles · James Cantion · Arthur Darby · Clement Deykin · L. Hood · M. L. Logan · H. A. Loveitt · Herbert Nicol · V. Smith · M. W. Talbot · Joseph Wallis · Claude Whittindale · Raymond Whittindale · Francis Wilson                                                                                             | No es concedí |
| 1904-1906     | No fou inclòs en el programa olímpic | No fou inclòs en el programa olímpic | No fou inclòs en el programa olímpic |
| 1908 Londres  | AustralàsiaPhil Carmichael · Charles Russell · Daniel Carroll · Jack Hickey · Frank Smith · Chris McKivat · Arthur McCabe · Thomas Griffen · John Barnett · Patrick McCue · Sydney Middleton · Tom Richards · Malcolm McArthur · Charles McMurtrie · Robert Craig | Regne UnitEdward Jackett · Barney Solomon · Bert Solomon · Frederick Dean · J. T. Jose · Thomas Wedge · James Davey · Richard Jackett · E. J. Jones · Arthur Wilson · Nicholas Tregurtha · A. Lawrey · C. R. Marshall · A. Wilcocks · John Trevaskis                                                                                                 | No es concedí |
| 1912 Estocolm | No fou inclòs en el programa olímpic | No fou inclòs en el programa olímpic | No fou inclòs en el programa olímpic |
| 1920 Anvers   | Estats UnitsDaniel Carroll · Charles Doe · George Fish · James Fitzpatrick · Joseph Hunter · Morris Kirksey · Charles Mehan · John Muldoon · John O'Neil · John Patrick · Cornelius Righter · Colby Slater · Rudolph Scholz · Robert L. Templeton · Charles Tilden · James Winston · Heaton Wrenn | FrançaAlfred Eluère · Alphonse Castex · Jean Bruneval · André Chilo · Grenet · François Borde · René Crabos · Edouard Bader · Raoul Thiercelin · Adolphe Bousquet · Curtet · Jacques Forestier · Raymond Berrurier · Eugène Soulie · Maurice Labeyrie · Robert Levasseur · Constant Lamaigniere · Pierre Petiteau · Robert Thierry                   | No es concedí |
| 1924 París    | Estats UnitsPhilip Clark · Norman Cleaveland · Hugh Cunningham · Dudley DeGroot · Robert Devereux · George Dixon · Charles Doe · Linn Farrish · Edward Graff · Joseph Hunter · Richard Hyland · Caesar Mannelli · Charles Mehan · John Muldoon · John O'Neil · John Patrick · William Rogers · Rudolph Scholz · Colby Slater · Norman Slater · Charles Tilden · Edward Turkington · Alan Valentine · Alan Williams | FrançaRené Araou · Jean Bayard · Louis Béguet · André Béhotéguy · Alexandre Bioussa · Étienne Bonnes · François Borde · Adolphe Bousquet · Aimé Armagnac · Clément Dupont · Albert Dupouy · Jean Etcheberry · Henri Galau · Gilbert Gérintès · Raoul Got · Adolphe Jaureguy · René Lasserre · Marcel-Frédéric Lubin · Etienne Piquiral · Jean Vaysse | RomaniaDumitru Armăşel · Gheorghe Benţia · Teodor Florian · Ion Gîrleşteanu · Nicolae Mărăscu · Teodor Marian · Sorin Mihăilescu · Paul Nedelcovici · Iosif Nemeş · Eugen Sfetescu · Mircea Sfetescu · Soare Sterian · Atanasie Tănăsescu · Mihai Vardala · Paul Vidraşcu · Dumitru Volvoreanu |